# 更生保護の日
更生保護の日（こうせいほごのひ）とは、日本で犯罪非行を未然に防止すると同時に、罪を犯した人や非行をした少年の更生と円滑な社会復帰を促進するための記念日である。

## 制定
1962年（昭和37年）に法務省が制定。毎年7月1日。これは犯罪者予防更生法の施行日（1949年（昭和24年）7月1日）に由来する。

## イベント
社会を明るくする運動の初日として各種行事が行われている。